# Suszcza
Suszcza – wieś w Polsce położona w województwie podlaskim, w powiecie białostockim, w gminie Michałowo nad rzeką Narwią.
Wieś jest siedzibą sołectwa Suszcza w skład którego wchodzą: Suszcza, Bieńdziuga, Koleśne, Supruny i Marynka.
Wieś powstała w drugiej połowie XVIII wieku. W roku 1859 wieś podlegała pod folwark Romanowo, znajdujący się w obrębie starostwa jałowskiego. W miejscowości zamieszkiwało wówczas 13 rodzin. W latach 1975–1998 miejscowość administracyjnie należała do województwa białostockiego.
Przez miejscowość przechodzi Podlaski Szlak Bociani.
W miejscowości dokonywano nagrań pieśni Białorusinów i ludności mówiącej językiem białoruskim z Podlasia Północnego na płytę Mniejszości narodowe i etniczne w Polsce cz. I z serii Muzyka źródeł. Na płycie znalazła się także pieśń Tam kała mostu – syraja huska wykonywane przez Serafinę Tarasewicz z Suszczy.
Wierni Kościoła rzymskokatolickiego należą do parafii Wniebowzięcia Najświętszej Maryi Panny i św. Stanisława Biskupa i Męczennika w Narwi. Natomiast prawosławni mieszkańcy wsi należą do parafii Narodzenia św. Jana Chrzciciela w Nowej Woli.

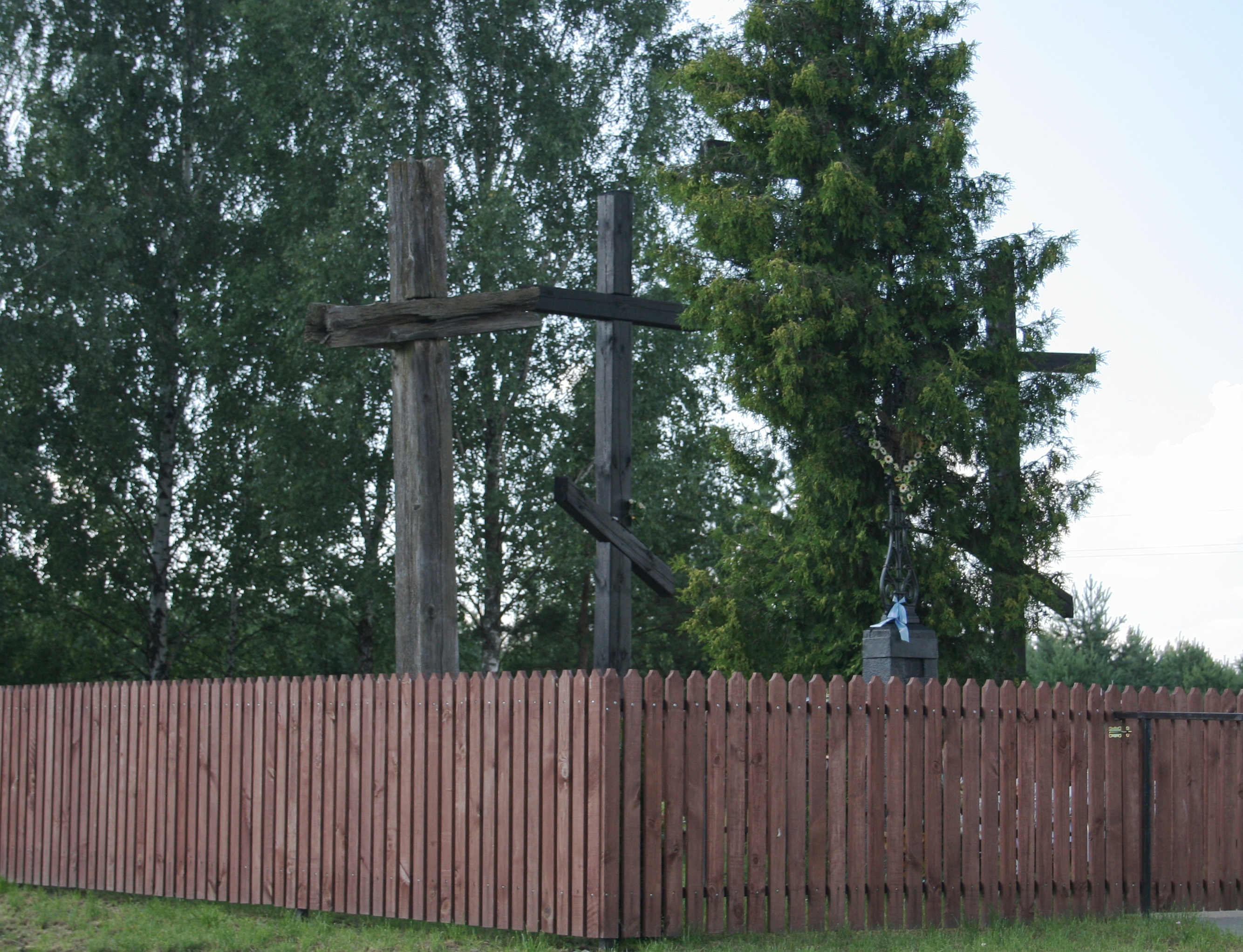
Krzyże
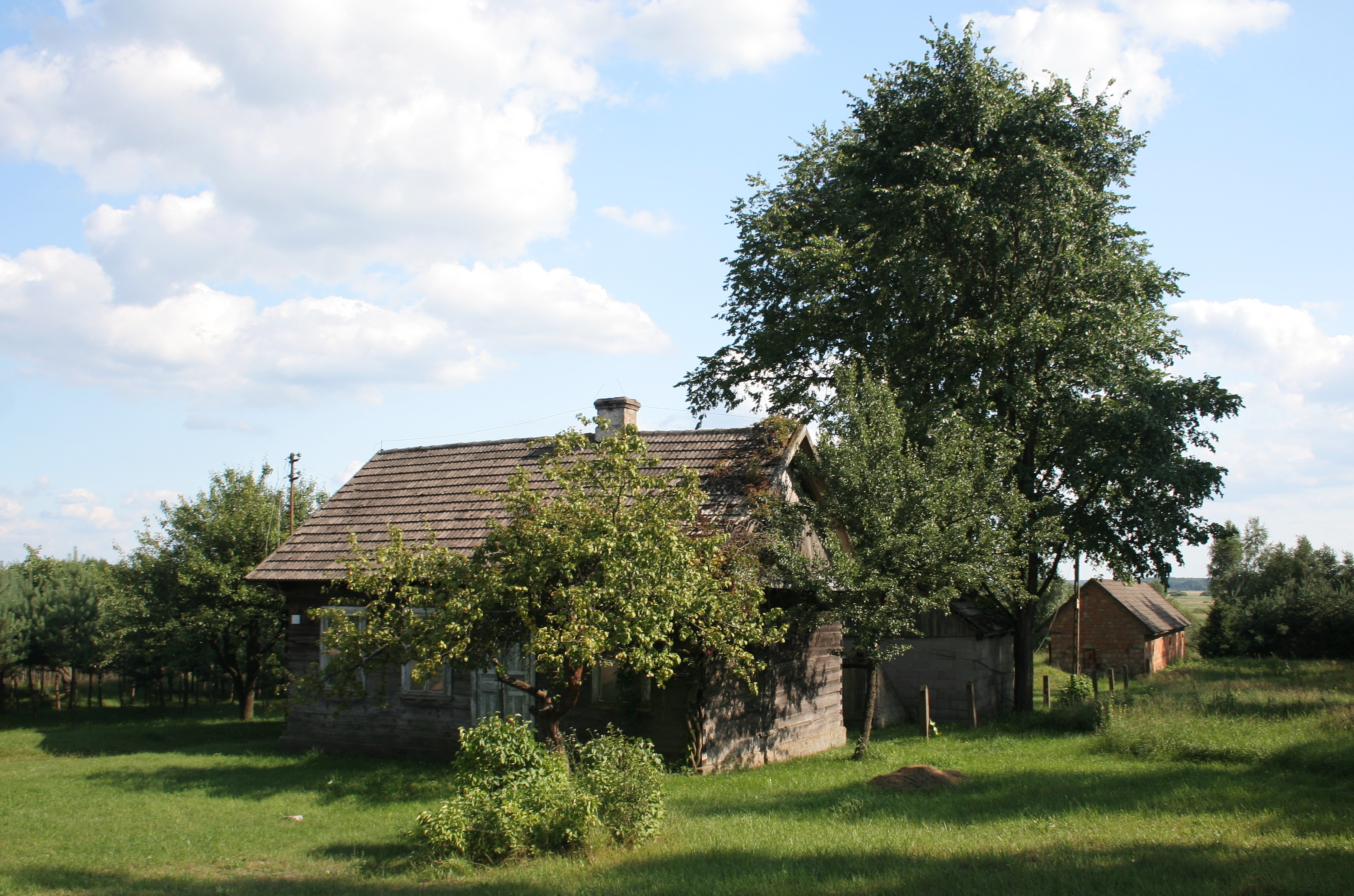
Zagroda